# YAGO (база даних)
YAGO(англ. Yet Another Great Onthology)(Ще Одна Гарна Онтологія) це база знань з відкритим кодом розроблена в Інституті комп’ютерних наук Макса Планка в Саарбрюкені.